# Bois-lès-Pargny
Bois-lès-Pargny là một xã ở tỉnh Aisne, vùng Hauts-de-France thuộc miền bắc nước Pháp.